# Олт, Норман
Томас Норман Олт (англ. Norman Ault; 17 декабря 1880, Великобритания  — 6 февраля 1950, Великобритания) ― британский писатель, художник и книжный иллюстратор. В наше время наиболее известен, как составитель литературных антологий.

## Биография
Родился 17 декабря 1880 года.
Томас Норман Олт вместе со своей женой Еленой Олт, которая умерла в 1904 году, написал книжки для детей, а также сделал иллюстрации к этим произведениям. Спустя некоторое время писатель Томас Олт стал известен, как исследователь английской поэзии семнадцатого века и творчества Александра Поупа.
Умер 6 февраля 1950 года в Великобритании.